# Schriftstück
Schriftstücke sind Informationsträger, die Schrift enthalten.

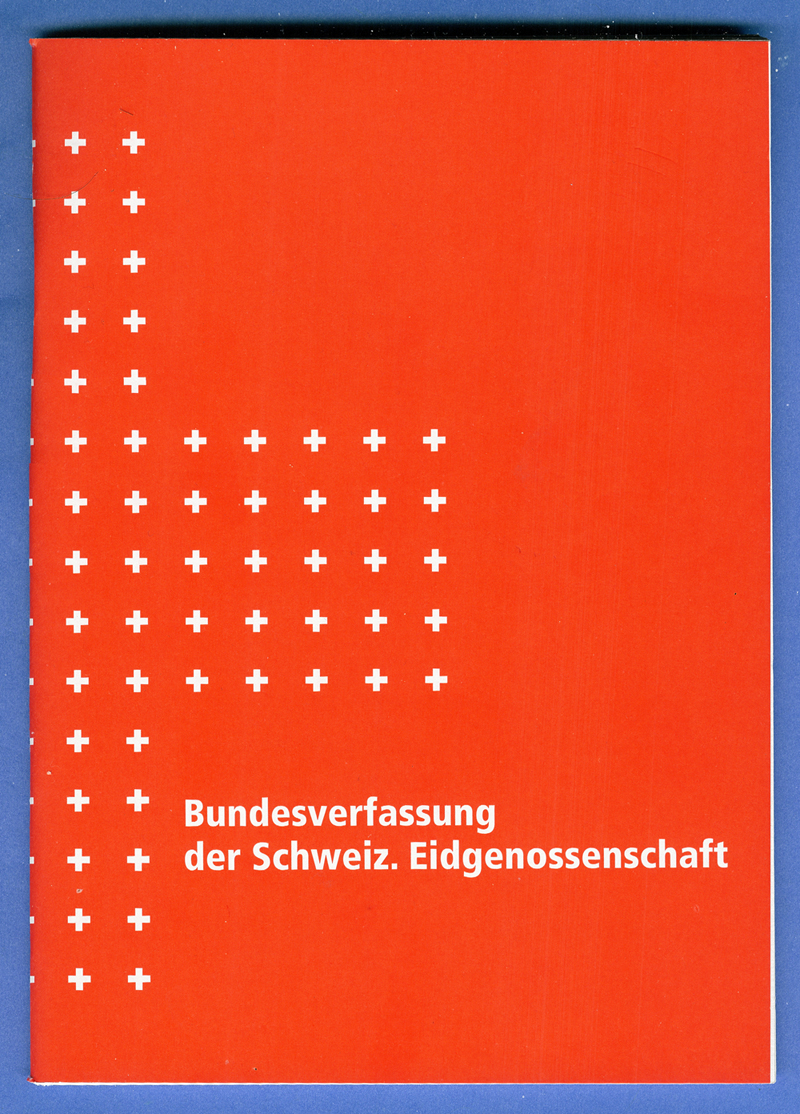
Schriftstück

## Allgemeines
Ein Schriftstück muss vom Begriff her etwas Schriftliches beinhalten. Nach der strafrechtlichen Definition des Bundesgerichtshofes (BGH) ist Schrift eine stofflich verkörperte Zusammenstellung von Zeichen, „die durch Augen oder Tastsinn wahrnehmbar sind, unmittelbar Worte und mittelbar Gedankeninhalte darstellen“. Zudem muss sie eine gewisse Dauerhaftigkeit aufweisen, also über einen längeren Zeitraum erhalten bleiben. Diese Definition ist weiter gefasst als die Bedeutung des Wortes „Schriftstück“ im umgangssprachlichen Sinn. Im Duden wird ein Schriftstück als „offiziell schriftlich Niedergelegtes“ oder „offizielles, amtliches Schreiben“ beschrieben. Das Schriftstück ist das Transport- und Beweismittel, um einen bestimmten Gedankeninhalt zu vermitteln. In dieser Form sind Schriftstücke von erheblicher rechtlicher und tatsächlicher Bedeutung. Gesetze und Rechtsprechung verwenden daher den Begriff Schriftstück sehr häufig, vermeiden jedoch eine Legaldefinition und setzen seine Bekanntheit voraus. Damit handelt es sich um einen unbestimmten Rechtsbegriff.

## Anforderungen
Ein Schriftstück muss das Entwurfsstadium überwunden haben und mit Wissen und Wollen seines Ausstellers in Verkehr gebracht worden sein (Rechtsverkehrswille). Schriftlichkeit im Sinne von § 81 Abs. 1 Satz 1 VwGO verlangt daher eine Schriftform und grundsätzlich die eigenhändige Unterschrift. Elektronische Dokumente gelten dann als Schriftstück, wenn sie eine qualifizierte elektronische Signatur nach § 2 Nr. 3 Signaturgesetz aufweisen. Das Schriftstück hat einen Aussteller und mindestens einen Empfänger.

## Schriftstücke in Gesetzen
Der Begriff Schriftstück ist in Gesetzen sehr verbreitet. Die weiteste Definition zum Begriff eines Schriftstücks findet sich in § 202 Abs. 1 Nr. 1 StGB, der sich mit dem Briefgeheimnis befasst und vom „verschlossenen Brief oder einem anderen verschlossenen Schriftstück“ ausgeht. Zentraler Begriff des Briefgeheimnisses ist das Schriftstück. Danach kann ein Schriftstück handschriftlich verfasst sein oder einen gedruckten Text enthalten, Fremdsprachen oder chinesische Schriftzeichen werden ebenso vom Tatbestand erfasst, auch Noten, Geheimschriften, Zeichnungen und Bilderschriften fallen in den Schutzbereich, jedoch ist eine Unterschrift nicht erforderlich. Zum Wesen eines Schriftstücks gehört, dass es einen gedanklichen Inhalt verkörpert. Auch Schriftstücke, die ausschließlich zum persönlichen Gebrauch des Verfassers bestimmt sind (Tagebücher) werden vom Tatbestand beim Briefgeheimnis erfasst.
Von den vielen weiteren gesetzlichen Bestimmungen, in denen vom Schriftstück die Rede ist, sollen herausgegriffen werden:
- Die Aktenordnungen der einzelnen Bundesländer schreiben vor, dass „ein verfahrenseinleitendes Schriftstück grundsätzlich … unter einer Nummer zu registrieren“ ist.[6]
- § 1901c BGB (Betreuungsrecht): „Wer ein Schriftstück besitzt,…“.
- § 11 Abs. 3 StGB (strafrechtliche Begriffsklärungen) stellt klar, dass Straftatbestände, die an „Schriften“ anknüpfen und die Vorschrift des § 11 StGB zitieren, auch auf Ton- und Bildträger, Datenspeicher, Abbildungen und andere Darstellungen anwendbar sind. Damit kann letztlich jede verkörperte oder sonst (z. B. elektronisch) verfügbare Gedankenerklärung Anknüpfungspunkt für entsprechende Straftatbestände sein. Wer allerdings nur an und für einen einzelnen Empfänger (oder für sich selbst) schreibt, stellt keine „Schrift“ her.[7]
- zivilprozessrechtliche Zustellungsregelungen befassen sich mit der Zustellung von Schriftstücken ab den §§ 173 ff. ZPO (insbesondere § 180, § 181, § 183 oder § 188 ZPO). Als gerichtliche Schriftstücke gelten solche Schriftstücke, die im Zusammenhang mit einem Gerichtsverfahren stehen.[8]

## Arten
Schriftstücke können Ur- oder Abschriften oder Fotokopien sein, sie können als Einzelstücke oder Massendrucke (Massendrucksache) auftreten. Inhalte von Briefen, Handelsbriefe und Geschäftsbriefe gehören wie der prozessuale Schriftsatz ebenfalls zu den Schriftstücken. Trägermedium können Analogmedien wie z. B. Papier oder Mikrofilm sein, aber auch digitale Medien wie ein Datenspeicher, auf denen elektronische Dokumente abgelegt werden können. Mehrere Schriftstücke oder Dokumente zu einem Themenbereich nennt man – je nach Bereich – Vorgang, Konvolut oder Schriftgut. Vervielfältigungen von Dokumenten sind beispielsweise Digitalisate, Fotokopien und Faksimiles.

## Beweiskraft, Urkunden
Alle Urkunden sind Schriftstücke, aber nicht alle Schriftstücke sind Urkunden. Schriftstücke müssen – im Gegensatz zu Urkunden – nicht immer etwas Beweiskräftiges oder Rechtsverbindliches enthalten. Deshalb müssen Schriftstücke nicht immer eine gewisse Haltbarkeit aufweisen.